# André Lawrence
André Lawrence, all'anagrafe André Lauriault (Montréal, 22 febbraio 1939), è un attore canadese.

## Biografia
Figlio di Gaston Lauriault e di Marie-Anna Maranda, ha iniziato la sua carriera come fotografo nell'aeronautica militare canadese. Successivamente ha iniziato a lavorare nel cinema come assistente, poi ha recitato come comparsa, cosa che lo ha incoraggiato a specializzarsi in corsi di recitazione per due anni presso la École nationale du théâtre di Montréal. È partito per l'Europa ed è apparso in diversi film in Inghilterra, Italia e Francia. Ha ottenuto ruoli importanti in Ossessione nuda (1965), tratto dal romanzo Le chant du monde di Jean Giono, e Un bellissimo novembre (1969), con Gina Lollobrigida.
È nella televisione francese che trova il suo ruolo più importante: Thibaud, nella serie Thibaud, il cavaliere bianco di France Bennys e Henri Colpi. Robert Mazoyer lo utilizza di nuovo nella serie Les Gens de Mogador. Inoltre recita nel secondo episodio della quinta stagione della serie Colombo, dal titolo Un caso d'immunità nel 1975, con Sal Mineo.
Alla fine del 1969, durante le riprese dell'episodio Lysistrata della serie televisiva canadese Moi et l'autre, incontra l'attrice e comica del Quebec Dominique Michel, che sarà sua compagna per cinque anni. Nel 1972, ha registrato un disco con la cantante Valérie Kay: Moi, je l'aime. Il 9 luglio del 1974, nel municipio dell'VIII arrondissement di Parigi, ha sposato France Molinier da cui ha divorziato pochi anni dopo. Nel prosieguo della carriera recita in ruoli minori e nel 1979 abbandona la carriera di attore per dedicarsi alla spiritualità.

## Filmografia

### Cinema
- L'attimo della violenza (Sept heures avant la frontière), regia di Anthony Asquith (1962)
- Venere imperiale (Vénus imperiale), regia di Jean Delannoy (1963)
- Mentre Adamo dorme (The Pleasure Seekers), regia di Jean Negulesco (1964)
- Cyrano e D'Artagnan (Cyrano et D'Artagnan), regia di Abel Gance (1964)
- Senza sole né luna, regia di Luciano Ricci (1964)
- Sette a Tebe, regia di Luigi Vanzi (1964)
- Ossessione nuda (Le Chant du monde), regia di Marcel Camus (1965)
- Un bellissimo novembre, regia di Mauro Bolognini (1969)
- Lorna: troppo per un uomo solo (Love in a Four Letter Word), regia di John Song (1970)
- I liberi giochi dell'amore (Loving and Laughing), regia di J. Johnson (1971)
- Macbeth (The Tragedy of Macbeth), regia di Roman Polański (1971)
- Tiens-toi bien après les oreilles à papa, regia di Jean Bissonnette (1972)
- La corsa della lepre attraverso i campi (La Course du lièvre à travers les champs), regia di René Clément (1972)
- Quattro supermatti in viaggio (J'ai mon voyage!), regia di Denis Héroux (1973)
- La gang dell'anno santo (L'Année sainte), regia di Jean Girault (1976)
- Contro 4 bandiere, regia di Umberto Lenzi (1979)

### Televisione
- Thibaud, il cavaliere bianco (Thibaud ou les Croisades) – serie TV, 26 episodi (1968-1969)
- Colombo (Columbo) – serie TV, episodio 5x02 (1975)

## Doppiatori italiani
- Massimo Turci in Sette a Tebe
- Michele Gammino in Un bellissimo novembre